# 昭和学院小学校
昭和学院小学校（しょうわがくいんしょうがっこう）は、千葉県市川市東菅野二丁目にある私立小学校。運営法人は学校法人昭和学院。

## 概要
内部試験はあるが、小学校から中学校にエスカレーターで進学することが可能。
しかし、毎年8割近くの児童が外部の中学校を受験している。

## 沿革
- 1940年（昭和15年1月23日） - 昭和女子商業学校として開校。
- 1946年（昭和21年3月30日） - 専門学校令により昭和女子専門学校（修業年限3年経済科、被服科）設置認可、同年4月1日開校（学校教育法制定により昭和26年3月31日廃止）。
- 1950年（昭和25年3月31日） - 昭和学院小学校設置認可、同年4月1日開校。
- 1951年（昭和26年2月21日） - 学校法人昭和学院設立認可。
- 1990年（平成2年1月23日） - 昭和学院創立50周年を迎える。

## 所在地情報
所在地
千葉県市川市東菅野二丁目17番1号
交通
- 東日本旅客鉄道（JR東日本）総武線・都営地下鉄新宿線「本八幡駅」下車。徒歩約15分又はバス5分。
- 京成電鉄京成本線「京成八幡駅」下車。徒歩約15分又はバス5分。
- 東日本旅客鉄道（JR東日本）武蔵野線「市川大野駅」下車。バス約10分。
- 北総開発鉄道北総線「東松戸駅」下車。バス約15分。

## 系列校
- 昭和学院短期大学
- 昭和学院中学校・高等学校
- 昭和学院秀英中学校・高等学校
- 昭和学院幼稚園